# Jürgen Linder
Jürgen Linder (* 20. Juli 1942; † 6. Oktober 1967) war ein deutscher Fußballspieler.

## Karriere
Linder spielte zuletzt in der Jugendabteilung von Tasmania Berlin, bevor er 1960 in die Amateurmannschaft aufrückte. Nach drei Spielzeiten in der zweitklassigen Amateurliga Berlin rückte er in die erste Mannschaft auf.
Sein erstes von 16 Punktspielen in der zweitklassigen Regionalliga Berlin, in die die vorherige Vertragsliga Berlin mit Gründung der Bundesliga 1963 umbenannt wurde, gab er am 27. Oktober 1963 beim 3:0-Sieg gegen den BFC Südring. Mit dem Gewinn der Berliner Meisterschaft 1964 am Saisonende qualifizierte er sich mit seiner Mannschaft für die Aufstiegsrunde zur Bundesliga. Von den sechs Aufstiegsspielen in der Gruppe 1 bestritt er lediglich das Spiel, das am 10. Juni 1964 beim FC Bayern München 1:1 unentschieden endete. Ein Jahr später, nachdem der Lokalrivale Hertha BSC zwei Spielzeiten in der 1963 neu gegründeten höchsten deutschen Spielklasse absolviert hatte und aufgrund schwerer Verstöße gegen die Statuten vom DFB in die Regionalliga Berlin zurückgestuft wurde, nahm der DFB Tasmania Berlin zur Saison 1965/66 in die Bundesliga auf. Zuvor war Tennis Borussia Berlin als Meister der Regionalliga Berlin 1964/65 bereits in der Aufstiegsrunde gescheitert und der zweitplatzierte Verein Spandauer SV verzichtete auf den Aufstieg. Sein erstes von acht Bundesligaspielen bestritt Linder am 28. August 1965 (3. Spieltag) bei der 0:2-Niederlage im Heimspiel gegen Borussia Dortmund. Nachdem er auch am Folgespieltag, bei der 1:5-Niederlage im Auswärtsspiel gegen den Hamburger SV, zum Einsatz gekommen war, bestritt er seine letzten sechs Punktspiele an sechs aufeinander folgenden Spieltagen. Zwei 1:1-Unentschieden in Heimspielen gegen den 1. FC Kaiserslautern und Werder Bremen, standen vier Niederlagen gegenüber, darunter die höchste Heimniederlage eines Bundesligisten bis heute, als der Meidericher SV am 26. März 1966 mit 9:0 gewann. In seinem letzten Punktspiel, am 23. April 1966 (30. Spieltag), bei der 0:4-Niederlage im Auswärtsspiel gegen den TSV 1860 München unterlief ihm mit dem Treffer zum Endstand in der 87. Minute ein Eigentor. Er gehörte als einer von 24 Spielern jenem Verein an, der bis heute als Sinnbild des erfolglosesten Vereins in der Bundesligageschichte gilt.

## Erfolge
- Meister der Regionalliga Berlin 1964

## Sonstiges
Am 6. Oktober 1967 starb Linder an einer Blutkrankheit, die er während eines Einsatzes als Feuerwehrmann infolge eines Katzenbisses erlitten hatte.